# Normale (film)
Pour plus de détails, voir Fiche technique et Distribution.
Normale est une comédie dramatique franco-belge réalisée par Olivier Babinet, sortie en 2023.
Le film, adapté de la pièce Monster in The Hall de David Greig, entre réalisme et rêve, aborde des thèmes comme l'adolescence, les premiers émois amoureux, la maladie, le travail des jeunes aidants.

## Synopsis
Lucie, une adolescente en classe de troisième, vit seule avec son père veuf, addict au haschich et souffrant de la sclérose en plaques. Elle est amoureuse d'un garçon de sa classe, qui victime d'homophobie, lui propose un étrange marché. En parallèle, l'état de son père se dégrade. Une assistante sociale doit venir à la maison pour vérifier que tout se passe bien...

## Fiche technique
Sauf indication contraire, les informations mentionnées dans cette section peuvent être confirmées par les bases de données cinématographiques IMDb et Allociné,  présentes dans la section « Liens externes ».
- Titre original : Normale
- Réalisation : Olivier Babinet
- Scénario : Olivier Babinet, Juliette Sales et Fabien Suarez, d'après l'œuvre de David Greig
- Musique : Jean-Benoît Dunckel
- Costumes : Hélène Landat
- Photographie : Boris Abaza et Jean-François Hensgens
- Montage : Yorgos Lamprinos
- Son : Pascal Jasmes et François Aubinet
- Production : Valérie Bournonville, Barbara Letellier, Joseph Rouschop et Carole Scotta
- Production déléguée : Karim Cham
- Production associée : Philippe Logie
- Sociétés de production : Eurimages, Haut et Court, Tarantula Belgique, Page 1 et Wallimage
- Société de distribution : Haut et Court (France)
- Pays de production :  France et  Belgique
- Langue originale : français
- Format : couleur — 2,35:1
- Genre : comédie dramatique
- Durée : 87 minutes
- Dates de sortie :
  - France : 24 janvier 2023 (Angers) ; 5 avril 2023 (en salles)
  - Suisse : 2 juillet 2023 (Festival international du film fantastique de Neuchâtel)

## Distribution
Sauf indication contraire ou complémentaire, les informations mentionnées dans cette section proviennent du générique de fin de l'œuvre audiovisuelle présentée ici.
- Benoît Poelvoorde : William Sturm
- Justine Lacroix : Lucie Sturm
- Joseph Rozé : Étienne
- Sofian Khammes : Sélim
- Steve Tientcheu : Dominique Toussaint, l'assistant social
- Geoffrey Carey : monsieur Chagny, le prof d'anglais
- Saadia Bentaïeb : la prof de physique
- Benoit Tachoires : le proviseur
- Djeneba Bortin : Astan
- Mayline Dubois : Stéphanie Bainville
- Flavien Gonçalves : Gavério
- Adrien Mathieu : Leclerc

## Thèmes
Le film, adapté de la pièce Le Monstre du couloir de David Greig, entre réalisme et rêve, aborde des thèmes comme l'adolescence, les premiers émois amoureux, la maladie, le travail des jeunes aidants. Ces jeunes aidants sont entre 500 000 et 700 000 en France en 2022,.

## Distinctions et récompenses
Le film remporte le prix du Meilleur Film au Festival de Giffoni (Italie) décerné par 600 adolescents du monde entier âgés de 16 et 17 ans. Il remporte la Mentione Speciale Cinema Internazionale au Festival Terra di Siena (Italie), le Prix du public au Festival de Valdamo (Italie), la mention spéciale du jury au Juniofest - International Film Festival for Children and Youth (République Tchèque). Le film est en sélection officielle au Festival International du Film Fantastique de Neuchâtel, au Festival de Malmö (Suède), ainsi qu'au Festival du Cinéma International d’Abitibi-Témiscamingue (Québec).